# Rainbow (película)
Rainbow és una pel·lícula espanyola de comèdia musical del 2022 dirigida per Paco León, versió lliure i contemporània de El màgic d'Oz, la novel·la de Lyman Frank Baum. És protagonitzada per Dora Postigo i Ayax Pedrosa. Es va estrenar als cinemes el 23 de setembre de 2022; així com en la plataforma Netflix una setmana més tard el 30 de setembre.

## Sinopsi
La pel·lícula narra el viatge iniciàtic d'una noia en una versió contemporània i molt lliure inspirada en el clàssic literari El màgic d'Oz.

## Repartiment
- Dora Postigo com Dora
- Carmen Maura com Coco
- Carmen Machi com Maribel
- Luis Bermejo com José Luis
- Ayax Pedrosa com Muñeco
- Wekaforé Jibril com Akin
- Hovik Keuchkerian com Diego
- Cuentos Rosales com Lilith
- Rossy de Palma com Modelo
- Ester Expósito com Modelo
- Viridiana Moreno com Rosita
- Emilio Gavira com Félix
- Desenmascarando a Naiara Música com Gemelas
- Carmina Barrios com Valle
- Samantha Hudson com Ingrid
- Armando Buika com Antonio
- Alex de la Croix com Binguera

## Producció
La pel·lícula va ser anunciada al maig de 2021 per una nota a través de Mediaset España. Paco León exerceix de director, productor i guionista de la pel·lícula, mentre que l'elenc s'integra de joves talents de la música com Dora Postigo, Àiax Pedrosa i Wekaforé Jibril al costat dels consagrats actors i actrius Carmen Maura, Carmen Machi i Luis Bermejo. El rodatge va començar el 2 d'agost del mateix any, anunciant-se també la incorporació a l'elenc de Hovik Keuchkerian, Samantha Hudson, Carmina Barrios, Alex de la Croix i Soraya Yasmin, a més de les col·laboracions especials de Rossy de Palma i Ester Expósito.

## Estrena
La pel·lícula es va estrenar a la secció 'Velodrome' del 70è Festival Internacional de Cinema de Sant Sebastià el 18 de setembre de 2022 Es va estrenar en cinemes seleccionats el 23 de setembre de 2022, seguit d'un llançament mundial a Netflix en streaming el 30 de setembre de 2022.

## Recepció
Fernando Bernal de Cinemanía va puntuar la pel·lícula amb 1 de 5 estrelles, i va escriure que la "road movie de León mai aconsegueix agafar velocitat" i les seves seqüències "trabalen dins del seu propi ritme".
Elsa Fernández-Santos de El País va escriure sobre una pel·lícula "capaç tant del millor com del pitjor", amb una catarsi equivocada una mica esmenada per un preciós epíleg, que va donar lloc a una "pel·lícula desigual i en gran part fallida", encara que tingui el coratge de mirar cap al futur".
Raquel Hernández Luján de HobbyConsolas li atorga 40 punts sobre 100 ("dolenta"), considerant que és una proposta "inmadura i pretensiosa", amb metàfores "maldestres", i una festa final que acaba tornant-se "irritant".
John Serba de Decider.com va considerar que la pel·lícula "compta amb prou peces i parts atractives i creatives com per merèixer una recomanació, encara que no s'ajunten com un tot".

## Premis
| Any  | Premi             | Categoria                   | Nominat                  | Resultat  | Ref           |
| ---- | ----------------- | --------------------------- | ------------------------ | --------- | ------------- |
| 2023 | 2ns Premis Carmen | Millor guió adaptat         | Paco León, Javier Gullón | Nominat   | [ 14 ] [ 15 ] |
| 2023 | 2ns Premis Carmen | Millor actor novell         | Ayax Pedrosa             | Nominat   | [ 14 ] [ 15 ] |
| 2023 | Premis YoGa 2023  | Pitjor pel·lícula espanyola | Rainbow                  | Guanyador | [ 16 ]        |